# Floret (Belgique)
Floret, aussi orthographié Florêt, est un hameau de la commune de Lierneux au sud de la province de Liège en Région wallonne (Belgique).
Avant la fusion des communes, Floret faisait partie de la commune de Bra.

## Situation
Ce hameau ardennais se situe en côte sur le versant dominant au nord la vallée de la Lienne et à l'ouest la vallée de la Follerie, affluent de la Lienne. Il se trouve à 3 kilomètres à l'est de Bra et à 7 kilomètres au nord de Lierneux.
Au pied de cette côte, Pont de Floret se trouve près du confluent de la Lienne et de la Follerie le long de la route nationale 645 qui suit la vallée de la Lienne.

## Description
Floret étire ses habitations le long d'une côte en cul-de-sac qui s'élève à travers les prairies.
Pont de Floret compte une carrière de schiste ferrugineux et quelques étangs.

## Histoire
Fin 1944, offensive Von Rundstedt.
Bataille de Floret, du 26 au 31 décembre 1944, relatée au chapitre 8 du récit "Blocage du Kampfgruppe Peiper" de Frank van Lunteren.

## Activités
On trouve des gîtes ruraux dans le hameau.